# قارىء جوجل
قارئ جوجل (بالإنجليزية: Google Reader) هو برنامج قادر على قراءة ملخصات آر إس إس وAtom قائم على شبكة الإنترنت، يستطيع البرنامج القراءة سواءً كان متصلًا أو غير متصل بالشبكة. أطلقته جوجل في 7 أكتوبر، 2005 من خلال مختبراتها. القارئ خرج من مرحلة البيتا في 17 سبتمبر، 2007. وأغلقته جوجل في 1 يوليو، 2013 معللة ذلك بانخفاض عدد مستخدميه.

## المزايا
بالإضافة إلى إمكانية استخدام البرنامج من خلال أي حاسوب متصل بالإنترنت، هناك العديد من المزايا الأخرى لدى قارئ جوجل، منها:

### واجهة المستخدم
تم أداء عدد كبير من التعديلات لواحهة مستخدم القارئ في 28 سبتمبر 2006. في مقابلة مع روبرت سكوبل، مدير المنتج نيك باوم اشار بأن إعادة التصميم في طريقه لصنع شيء لتجميع الأخبار لعامة الناس للتمتع بها. مصمم قارئ جوجل المعدل كيفن فوكس أشار إلى أن النسخة الاصلية من القارئ كانت النظام الأمثل لأولئك الذين يريدون قراءة «نهر* العديد» من الأخبار. النسخة الجديدة من القارئ أخذت في الاعتبار أن معظم القراء يجزؤون قراءتهم إلى مجموعات، علامات، مجلدات، أو إلى «يجب أن تقرأ»، و«ربما إذا وصلت له».
التالي هو بعض مزايا واجهة المستخدم في قارئ جوجل:
- صفحه رئيسيه تتيح لك رؤية العناصر الجديدة في لمحة.
- استيراد وتصدير قوائم الاكتتاب كملف أو بي إم إل.
- اختصارات لوحة المفاتيح للمهام الرئيسية.
- الاختيار بين عرض قائمة أو عرض مفصل لعرض المادة (تظهر إما مجرد عنوان القصة أو وصفا، على التوالي).
- تعليم آلي للمواد كقراءة كما هي تمرير الصفحة (فقط للعرض المفصل).
- البحث في جميع الاقسام، عبر كافة التحديثات من الاشتراكات.

### المنظمة
يمكن للمستخدمين الاشتراك في الاضافات إما باستخدام وضيفة البحث في قارئ جوجل، أو عن طريق ادخال رابط RSS أو Atom.والاعلانات الجديدة تظهر على يسار الشاشة. يمكن تغيير ترتبيها بالتاريخ أو بالصلة بالموضوع. ويمكن تنظيم العناصر بعناوين، فضلا عن كونها قادرة على صنع «العناصر المميزة» ليسهل الوصول إليها.

### المشاركة
يمكن مشاركة عناصر قارئ جوجل مع مستخدمين الويب. في السابق كان يتم ذلك عن طريق إرسال الرابط عبر البريد الإلكتروني، وتوجيه المستخدم إلى المقالة المشتركة، أو من خلال إنشاء صفحة ويب أساسية تشمل جميع العناصر المشتركة من حساب المستخدم. في ديسمبر 2007، غيرت جوجل سياسة المشاركة بحيث تكون المقالات المختاره كمشاركه تكون ظاهره آليا لجميع المتصلين بالمستخدم عن طريق برنامج جوجل توك. المستخدمين ينتقدون هذا التغير لأنه لا توجد وسيلة لتختار الانسحاب. عنوان صفحة المستخدم التي تحتوي المقالات المشتركة يحتوي على سلسلة عشوائيه، وجوجل وضعت هذه القاعدة للحد من المشاركة الا لأولئك الناس الذين تم إعطاءهم عنوان المقالات.

### دخول غير المتصل بالشبكة
قارئ جوجل كان أول برنامج يستفيد من Google Gears وهو اضافه إلى المتصفح الذي يتيح تطبيقات الإنترنت العمل حاليا. المستخدمين الذين قاموا بتثبيت الإضافة بإمكانهم تنزيل مقالات تصل إلى 2000 التي يمكن ان تقرأ من غير اتصال. بعد الاتصال بشبكة الإنترنت، قارئ جوجل يقوم بتحديث المقالات.

### الدخول عن طريق جهاز متنقل
واجهة النقال صدرت في 18 مايو، 2006. الآن يمكن استخدامها من قبل الأجهزة التي تدعم لغة رقم النص الفائق القابلة للتمديد أو بروتوكول التطبيقات اللاسلكية. في 12 مايو، 2008 أعلنت شركة جوجل عن نسخة من قارئ جوجل التي تستهدف مستخدمين آي فون.

### صفحة آي جوجل
في 4 مايو، 2006، أصدرت جوجل ميزة جديدة والتي تمكن المقالات من القارئ من الظهور على آي جوجل (كانت صفحة جوجل الرئيسية سابقا).

### الدمج مع فيرفكس
قارئ جوجل مدمج في خاصية التعرف على الخلاصات المضمنة في متصفح فيرفكس، حيث يمكن اختيار الاشتراك في الخلاصات عن طريق علامات المواقع الحية (ميزة في فيرفكس)، أو عن طريق قارئ جوجل. يمكن إضافة برامج أخرى حسب الخيارات التي يحددها المستخدم في فيرفكس.

### إصدار Wii
في 8 مايو، 2007 أنشئت جوجل نسخة من قارئ جوجل مهيأ خصيصا لمتصفح ويب وي.

## المتطلبات
يتطلب عمله حساب جوجل، ومتصفح حديث يدعم الجافاسكريبت:
- جوجل كروم
- موزيلا 1.7 +
- موزيلا فيرفكس 1.0 +
- نتسكيب 7.2 +
- أوبرا 9.0 +
- سفاري 1.3 +
- نوافذ إنترنت إكسبلورر 6 +
- قناة الإنترنت للوي

## وصلات خارجية
- الموقع الرسمي